# Louis-Sébastien Lenormand

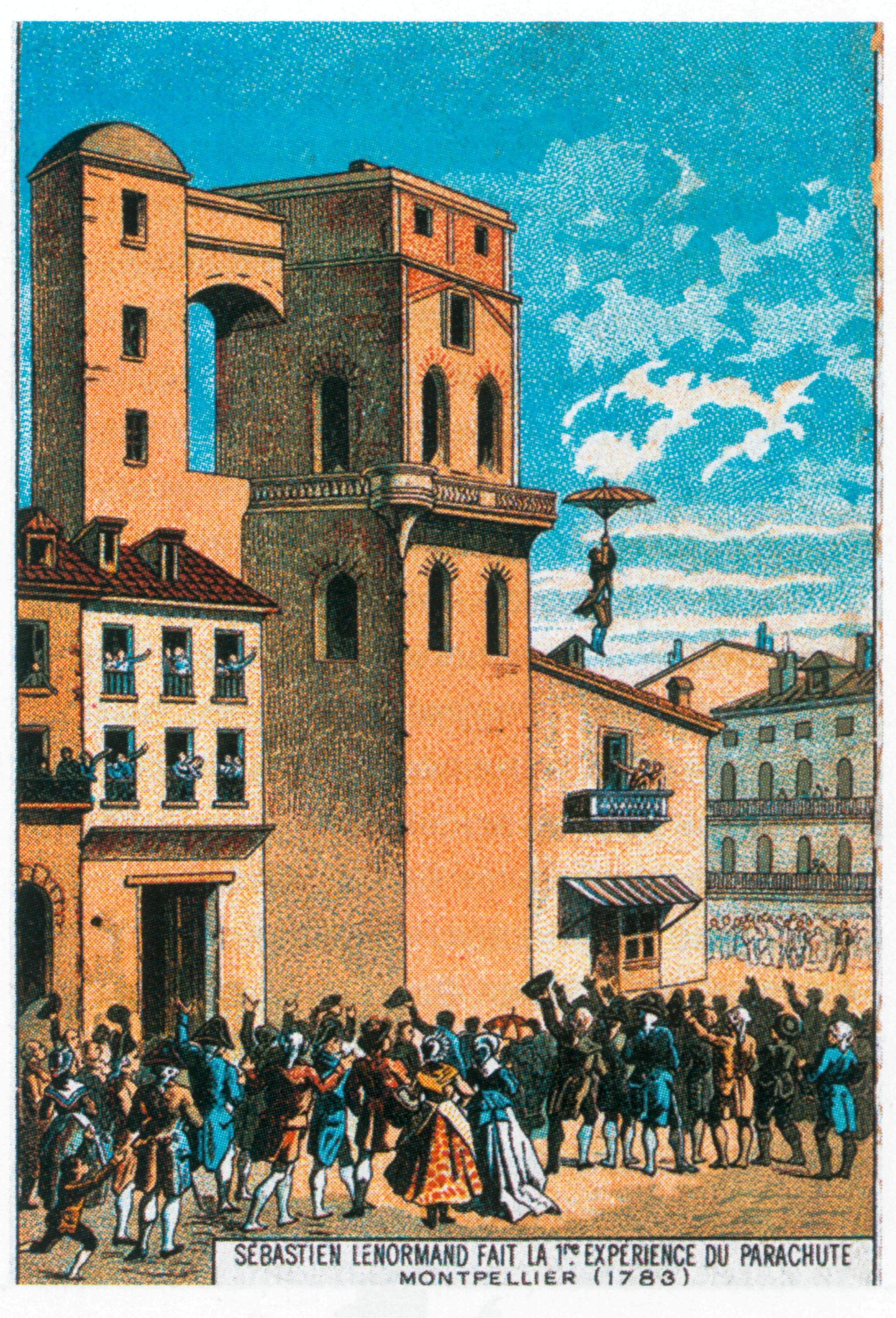
Rycina przedstawiająca skok Lenormanda z wieży obserwatorium

Louis-Sébastien Lenormand (ur. 1757 w Montpellier, zm. 1839) – Francuz, pierwsza znana osoba, która dokonała skoku ze spadochronem. Lenormand nie był wynalazcą spadochronu, urządzenie takie znane było już w średniowieczu, jednakże służyło wówczas jedynie jako zabawka. Szczegóły jego życia nie są dobrze znane, wiadomo, że w grudniu 1783 roku oddał skok z wieży Obserwatorium Montpellier.